# Unai Etxebarria

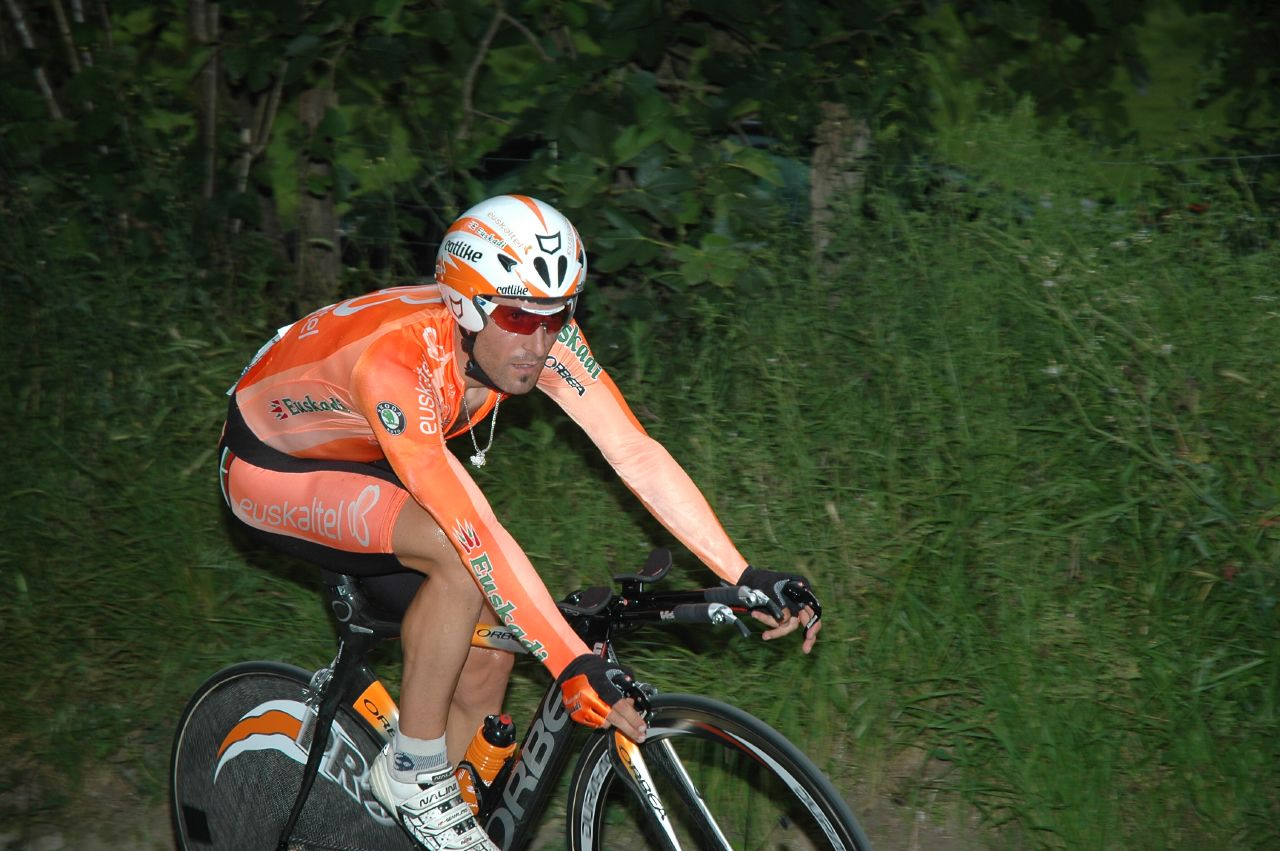
Unai Etxebarria

Unai Etxebarria Arana (Caracas, 21 november 1972) is een voormalig Venezolaans wielrenner. Hij is van Baskische afkomst en reed lang bij Euskaltel - Euskadi.

## Belangrijkste overwinningen
2001
- 3e etappe Dauphiné Libéré

2003
- 4e etappe Ronde van Spanje

2004
- GP Llodio

2007
- Trofeo Calvia

## Tourdeelnames
- 2001 - 88e
- 2002 - 141e
- 2003 - niet uitgereden
- 2004 - 91e
- 2005 - 150e
- 2006 - niet uitgereden

## Resultaten in voornaamste wedstrijden
| Jaar | Ronde van Italië | Ronde van Frankrijk | Ronde van Spanje |
| ---- | ---------------- | ------------------- | ---------------- |
| 1998 |                  |                     | 42e              |
| 1999 |                  |                     | 98e              |
| 2000 |                  |                     | opgave           |
| 2001 |                  | 88e                 |                  |
| 2002 |                  | 141e                |                  |
| 2003 |                  | opgave              | 54e (1)          |
| 2004 |                  | 91e                 |                  |
| 2005 | 145e             | 150e                |                  |
| 2006 |                  | opgave              |                  |
| 2007 |                  |                     |                  |

| Jaar | Milaan-San Remo | Luik-Bast.‑Luik | Waalse Pijl |
| ---- | --------------- | --------------- | ----------- |
| 1998 |                 |                 |             |
| 1999 |                 |                 |             |
| 2000 |                 |                 |             |
| 2001 | 101e            |                 |             |
| 2002 | 39e             |                 | ↑           |
| 2003 |                 |                 | 4e          |
| 2004 |                 |                 |             |
| 2005 |                 |                 |             |
| 2006 |                 |                 |             |
| 2007 |                 | 89e             |             |

## Ploegen
- 1994 - Artiach (stagiair vanaf 01-09)
- 1995 - Artiach (stagiair vanaf 01-09)
- 1996 - Euskadi
- 1997 - Euskadi
- 1998 - Euskaltel-Euskadi
- 1999 - Euskaltel-Euskadi
- 2000 - Euskaltel-Euskadi
- 2001 - Euskaltel-Euskadi
- 2002 - Euskaltel-Euskadi
- 2003 - Euskaltel-Euskadi
- 2004 - Euskaltel-Euskadi
- 2005 - Euskaltel-Euskadi
- 2006 - Euskaltel-Euskadi
- 2007 - Euskaltel-Euskadi